# Championnat du monde moins de 18 ans de hockey sur glace 2008
Navigation
Édition précédente Édition suivante
Le Championnat du monde moins de 18 ans de hockey sur glace 2008 se déroule à Kazan en Russie du 13 au 23 avril 2008. Le Canada remportent l'or devant la Russie et les États-Unis.

## Division élite

### Tour préliminaire
Pour les significations des abréviations, voir Statistiques du hockey sur glace.

#### Groupe A

##### Matches
| Date     | Équipe    | Score | Équipe    | Score par période       |
| 13 avril | Canada    | 9-2   | Allemagne | 2-0, 4-1, 3-1           |
| 13 avril | Slovaquie | 4-6   | Russie    | 1-2, 0-1, 3-3           |
| 14 avril | Slovaquie | 5-2   | Danemark  | 0-0, 2-0, 3-2           |
| 14 avril | Allemagne | 2-6   | Russie    | 1-0, 0-3, 1-3           |
| 15 avril | Danemark  | 1-4   | Canada    | 0-1, 1-2, 0-1           |
| 16 avril | Allemagne | 5-4   | Slovaquie | 2-1, 2-3, 0-0, 0-0, 1-0 |
| 16 avril | Russie    | 4-2   | Canada    | 0-0, 2-2, 2-0           |
| 17 avril | Danemark  | 0-4   | Allemagne | 0-1, 0-2, 0-1           |
| 18 avril | Canada    | 6-0   | Slovaquie | 2-0, 2-0, 2-0           |
| 18 avril | Russie    | 10-1  | Danemark  | 2-0, 3-1, 5-0           |

##### Classement
| Équipe    | PJ | V | VP | DP | D | BP | BC | PTS |
| --------- | -- | - | -- | -- | - | -- | -- | --- |
| Russie    | 4  | 4 | 0  | 0  | 0 | 26 | 9  | 12  |
| Canada    | 4  | 3 | 0  | 0  | 1 | 21 | 7  | 9   |
| Allemagne | 4  | 1 | 1  | 0  | 2 | 13 | 19 | 5   |
| Slovaquie | 4  | 1 | 0  | 1  | 2 | 13 | 19 | 4   |
| Danemark  | 4  | 0 | 0  | 0  | 4 | 4  | 23 | 0   |

#### Groupe B

##### Matches
| Date     | Équipe      | Score | Équipe      | Score par période |
| 13 avril | Suède       | 6-2   | Biélorussie | 1-1, 1-0, 4-1     |
| 13 avril | Suisse      | 2-7   | États-Unis  | 1-1, 0-3, 1-3     |
| 14 avril | Biélorussie | 2-5   | États-Unis  | 1-2, 0-2, 1-1     |
| 14 avril | Suisse      | 3-5   | Finlande    | 0-2, 1-2, 2-1     |
| 15 avril | Finlande    | 3-5   | Suède       | 1-0, 1-3, 1-2     |
| 16 avril | Biélorussie | 2-4   | Suisse      | 0-2, 1-1, 1-1     |
| 16 avril | États-Unis  | 4-5   | Suède       | 1-1, 2-2, 1-2     |
| 17 avril | Finlande    | 4-3   | Biélorussie | 1-1, 1-2, 2-0     |
| 18 avril | Suède       | 7-0   | Suisse      | 2-0, 4-0, 1-0     |
| 18 avril | États-Unis  | 4-3   | Finlande    | 3-1, 0-1, 1-1     |

##### Classement
| Équipe      | PJ | V | VP | DP | D | BP | BC | PTS |
| ----------- | -- | - | -- | -- | - | -- | -- | --- |
| Suède       | 4  | 4 | 0  | 0  | 0 | 23 | 9  | 12  |
| États-Unis  | 4  | 3 | 0  | 0  | 1 | 20 | 12 | 9   |
| Finlande    | 4  | 2 | 0  | 0  | 2 | 15 | 15 | 6   |
| Suisse      | 4  | 1 | 0  | 0  | 3 | 9  | 21 | 3   |
| Biélorussie | 4  | 0 | 0  | 0  | 4 | 9  | 19 | 0   |

### Tour de relégation
| Date      | Équipe      | Score | Équipe      | Score par période |
| 14 avril* | Slovaquie   | 5-2   | Danemark    | 0-0, 2-0, 3-2     |
| 16 avril* | Biélorussie | 2-4   | Suisse      | 0-2, 1-1, 1-1     |
| 20 avril  | Biélorussie | 1-6   | Slovaquie   | 0-3, 0-2, 1-1     |
| 20 avril  | Suisse      | 6-1   | Danemark    | 1-0, 4-1, 1-0     |
| 21 avril  | Danemark    | 2-6   | Biélorussie | 0-2, 1-1, 1-3     |
| 21 avril  | Slovaquie   | 3-2   | Suisse      | 0-0, 0-1, 3-1     |

* Note : Matchs du premier tour comptabilisés pour le classement du tour de relégation.

### Tour final

#### Quarts-de-finale
- 20 avril : Canada 2-1 Finlande (1-0, 1-0, 0-1)
- 20 avril : États-Unis 4-1 Suède (1-0, 2-1, 1-0)

#### Demi-finales
- 21 avril : Suède 2-3 Canada (1-1, 1-1, 0-1)
- 21 avril : Russie 3-1 États-Unis (1-0, 1-0, 1-1)

#### Match pour la cinquième place
- 22 avril : Finlande 3-4 Allemagne (1-1, 0-2, 2-1)

#### Petite finale
- 23 avril : Suède 3-6 États-Unis (1-2, 2-3, 0-1)

#### Finale
- 23 avril : Canada 8-0 Russie (5-0, 2-0, 1-0)

### Classement final
| Classement | Équipe      |
| ---------- | ----------- |
| Or         | Canada      |
| Argent     | Russie      |
| Bronze     | États-Unis  |
| 4          | Suède       |
| 5          | Allemagne   |
| 6          | Finlande    |
| 7          | Slovaquie   |
| 8          | Suisse      |
| 9          | Biélorussie |
| 10         | Danemark    |

La Biélorussie et le Danemark sont relégués en division 2 pour l'édition 2009.

## Division 1

### Groupe A
Le groupe A se déroule à Toruń en Pologne du 2 au 8 avril 2008.

#### Matchs
| Date    | Équipe             | Score | Équipe             | Score par période |
| 2 avril | Ukraine            | 0-2   | Kazakhstan         | 0-1, 0-0, 0-1     |
| 2 avril | Lituanie           | 1-7   | République tchèque | 1-2, 0-2, 0-3     |
| 2 avril | Pologne            | 0-5   | Slovénie           | 0-2, 0-2, 0-1     |
| 3 avril | Kazakhstan         | 9-0   | Lituanie           | 3-0, 4-0, 2-0     |
| 3 avril | Slovénie           | 1-3   | Ukraine            | 0-1, 0-2, 1-0     |
| 3 avril | République tchèque | 9-0   | Pologne            | 3-0, 4-0, 2-0     |
| 5 avril | Slovénie           | 2-7   | Kazakhstan         | 1-1, 1-4, 0-2     |
| 5 avril | Lituanie           | 2-3   | Pologne            | 1-1, 0-1, 1-1     |
| 5 avril | République tchèque | 5-2   | Ukraine            | 1-0, 2-2, 2-0     |
| 6 avril | Slovénie           | 5-6   | Lituanie           | 1-2, 4-1, 0-3     |
| 6 avril | Pologne            | 0-1   | Ukraine            | 0-0, 0-0, 0-1     |
| 6 avril | Kazakhstan         | 0-7   | République tchèque | 0-0, 0-2, 0-5     |
| 8 avril | Ukraine            | 2-4   | Lituanie           | 1-2, 1-0, 0-2     |
| 8 avril | République tchèque | 8-2   | Slovénie           | 2-0, 5-1, 1-1     |
| 8 avril | Kazakhstan         | 1-4   | Pologne            | 0-2, 1-2, 0-0     |

#### Classement
| Équipe     | PJ | V | VP | DP | D | BP | BC | PTS |
| ---------- | -- | - | -- | -- | - | -- | -- | --- |
| Tchéquie   | 5  | 5 | 0  | 0  | 0 | 36 | 5  | 15  |
| Kazakhstan | 5  | 3 | 0  | 0  | 2 | 19 | 13 | 9   |
| Lituanie   | 5  | 2 | 0  | 0  | 3 | 13 | 26 | 6   |
| Pologne    | 5  | 2 | 0  | 0  | 3 | 7  | 18 | 6   |
| Ukraine    | 5  | 2 | 0  | 0  | 3 | 8  | 12 | 6   |
| Slovénie   | 5  | 1 | 0  | 0  | 4 | 15 | 24 | 3   |

La République tchèque est promue en division Élite et la Slovénie est reléguée en division 2 pour l'édition 2009.

### Groupe B
Le groupe B se déroule à Riga en Lettonie du 2 au 8 avril 2008.

#### Matchs
| Date    | Équipe   | Score | Équipe   | Score par période       |
| 2 avril | Autriche | 1-2   | Norvège  | 0-0, 1-2, 0-0           |
| 2 avril | Italie   | 4-3   | Japon    | 2-0, 1-2, 1-1           |
| 2 avril | Pays-Bas | 0-7   | Lettonie | 0-3, 0-1, 0-3           |
| 3 avril | Japon    | 1-6   | Autriche | 0-2, 0-0, 1-4           |
| 3 avril | Norvège  | 7-0   | Pays-Bas | 2-0, 4-0, 1-0           |
| 3 avril | Lettonie | 3-1   | Italie   | 2-0, 0-0, 1-1           |
| 5 avril | Pays-Bas | 0-10  | Italie   | 0-2, 0-2, 0-6           |
| 5 avril | Japon    | 1-3   | Norvège  | 0-0, 0-1, 1-2           |
| 5 avril | Lettonie | 2-0   | Autriche | 1-0, 1-0, 0-0           |
| 6 avril | Japon    | 7-4   | Pays-Bas | 3-0, 2-0, 2-4           |
| 6 avril | Italie   | 1-2   | Autriche | 0-0, 1-1, 0-0, 0-0, 0-1 |
| 6 avril | Norvège  | 1-0   | Lettonie | 0-0, 1-0, 0-0           |
| 8 avril | Norvège  | 2-1   | Italie   | 2-1, 0-0, 0-0           |
| 8 avril | Autriche | 2-0   | Pays-Bas | 2-0, 0-0, 0-0           |
| 8 avril | Lettonie | 9-0   | Japon    | 1-0, 5-0, 3-0           |

#### Classement
| Équipe   | PJ | V | VP | DP | D | BP | BC | PTS |
| -------- | -- | - | -- | -- | - | -- | -- | --- |
| Norvège  | 5  | 5 | 0  | 0  | 0 | 15 | 3  | 15  |
| Lettonie | 5  | 4 | 0  | 0  | 1 | 21 | 2  | 12  |
| Autriche | 5  | 2 | 1  | 0  | 2 | 11 | 6  | 8   |
| Italie   | 5  | 2 | 0  | 1  | 2 | 17 | 10 | 7   |
| Japon    | 5  | 1 | 0  | 0  | 4 | 12 | 26 | 3   |
| Pays-Bas | 5  | 0 | 0  | 0  | 5 | 4  | 33 | 0   |

La Norvège est promue en division Élite et les Pays-Bas sont relégués en division 2 pour l'édition 2009.

## Division 2

### Groupe A
Le groupe A de la division 2 se déroule à Courchevel et Méribel en France du 30 mars au 5 avril 2008.

#### Matchs
| Date    | Équipe       | Score | Équipe       | Score par période  |
| 30 mars | Corée du Sud | 10-0  | Australie    | 2-0, 3-0, 5-0      |
| 30 mars | Chine        | 4-5   | Belgique     | 1-2, 3-2, 0-1      |
| 30 mars | Croatie      | 1-8   | France       | 0-2, 1-3, 0-3      |
| 31 mars | Corée du Sud | 6-3   | Croatie      | 3-1, 1-1, 2-1      |
| 31 mars | Australie    | 4-5   | Chine        | 0-2, 0-1, 4-2      |
| 31 mars | France       | 16-0  | Belgique     | 5-0, 6-0, 5-0      |
| 2 avril | Croatie      | 5-4   | Belgique     | 0-1, 4-1, 1-2      |
| 2 avril | Corée du Sud | 10-0  | Chine        | 5-0, 4-0, 1-0      |
| 2 avril | France       | 10-2  | Australie    | 2-1, 4-1, 4-0      |
| 4 avril | Belgique     | 3-4   | Corée du Sud | 2-2, 1-0, 0-1, 0-1 |
| 4 avril | Australie    | 1-6   | Croatie      | 0-3, 1-2, 0-1      |
| 4 avril | Chine        | 0-16  | France       | 0-4, 0-5, 0-7      |
| 5 avril | Belgique     | 2-1   | Australie    | 0-1, 1-0, 1-0      |
| 5 avril | Croatie      | 17-5  | Chine        | 3-1, 6-2, 8-2      |
| 5 avril | France       | 3-1   | Corée du Sud | 1-1, 2-0, 0-0      |

#### Classement
| Équipe       | PJ | V | VP | DP | D | BP | BC | PTS |
| ------------ | -- | - | -- | -- | - | -- | -- | --- |
| France       | 5  | 5 | 0  | 0  | 0 | 53 | 4  | 15  |
| Corée du Sud | 5  | 3 | 1  | 0  | 1 | 31 | 9  | 11  |
| Croatie      | 5  | 3 | 0  | 0  | 2 | 32 | 24 | 9   |
| Belgique     | 5  | 2 | 0  | 1  | 2 | 14 | 30 | 7   |
| Chine        | 5  | 1 | 0  | 0  | 4 | 14 | 52 | 3   |
| Australie    | 5  | 0 | 0  | 0  | 5 | 8  | 33 | 0   |

La France est promue en division 1 et l'Australie est reléguée en division 3 pour l'édition 2009.

### Groupe B
Le groupe B de la division 2 se déroule à Tallinn en Estonie du 23 au 29 mars 2008.

#### Matchs
| Date    | Équipe          | Score | Équipe          | Score par période |
| 23 mars | Espagne         | 1-8   | Roumanie        | 1-2, 0-3, 0-3     |
| 23 mars | Estonie         | 3-5   | Grande-Bretagne | 3-5, 3-4, 0-1     |
| 23 mars | Hongrie         | 19-1  | Israël          | 5-0, 7-1, 7-0     |
| 24 mars | Grande-Bretagne | 5-3   | Roumanie        | 0-3, 3-0, 2-0     |
| 24 mars | Israël          | 4-12  | Espagne         | 1-4, 3-2, 0-6     |
| 24 mars | Hongrie         | 3-2   | Estonie         | 1-0, 1-1, 1-1     |
| 26 mars | Grande-Bretagne | 12-0  | Israël          | 4-0, 4-0, 4-0     |
| 26 mars | Hongrie         | 3-4   | Espagne         | 2-2, 0-1, 1-1     |
| 26 mars | Estonie         | 3-2   | Roumanie        | 2-0, 1-1, 0-1     |
| 27 mars | Espagne         | 1-0   | Grande-Bretagne | 1-0, 0-0, 0-0     |
| 27 mars | Roumanie        | 2-4   | Hongrie         | 2-0, 0-3, 0-1     |
| 27 mars | Israël          | 4-9   | Estonie         | 0-4, 2-2, 2-3     |
| 29 mars | Roumanie        | 15-3  | Israël          | 5-0, 4-2, 6-1     |
| 29 mars | Grande-Bretagne | 1-3   | Hongrie         | 1-1, 0-1, 0-1     |
| 29 mars | Estonie         | 2-1   | Espagne         | 0-1, 0-0, 2-0     |

#### Classement
| Équipe          | PJ | V | VP | DP | D | BP | BC | PTS |
| --------------- | -- | - | -- | -- | - | -- | -- | --- |
| Hongrie         | 5  | 4 | 0  | 0  | 1 | 37 | 12 | 12  |
| Grande-Bretagne | 5  | 4 | 0  | 0  | 1 | 27 | 11 | 12  |
| Estonie         | 5  | 3 | 0  | 0  | 2 | 20 | 14 | 9   |
| Roumanie        | 5  | 2 | 0  | 0  | 3 | 32 | 21 | 6   |
| Espagne         | 5  | 2 | 0  | 0  | 3 | 20 | 21 | 6   |
| Israël          | 5  | 0 | 0  | 0  | 5 | 11 | 68 | 0   |

La Hongrie est promue en division 1 et Israël est relégué en division 3 pour l'édition 2009.

## Division 3

### Groupe A
Le groupe A de la division 3 se déroule à Mexico au Mexique du 2 au 8 mars 2008.

#### Matchs
| Date   | Équipe           | Score        | Équipe           | Score par période |
| 2 mars | Nouvelle-Zélande | 29-0         | Mongolie         | 7-0, 10-0, 12-0   |
| 2 mars | Afrique du Sud   | 0-5 forfait* | Mexique          | 0-6, 0-5, arrêté  |
| 5 mars | Nouvelle-Zélande | 10-3         | Afrique du Sud   | 5-0, 2-2, 3-1     |
| 5 mars | Mexique          | 10-1         | Taïwan           | 3-0, 2-0, 5-1     |
| 6 mars | Afrique du Sud   | 3-9          | Taïwan           | 0-3, 2-5, 1-1     |
| 6 mars | Mexique          | 10-1         | Mongolie         | 5-0, 0-1, 5-0     |
| 7 mars | Mongolie         | 2-12         | Afrique du Sud   | 1-5, 0-4, 1-3     |
| 7 mars | Taïwan           | 8-6          | Nouvelle-Zélande | 2-4, 3-1, 3-1     |
| 8 mars | Taïwan           | 13-4         | Mongolie         | 5-0, 5-0, 3-4     |
| 8 mars | Mexique          | 7-0          | Nouvelle-Zélande | 2-0, 4-0, 1-0     |

* Note : Le match a dû être arrêté en raison d'une défaillance du système de ventilation de la patinoire. En raison de l'ampleur du score au moment de l'interruption, il a été décidé d'accorder la victoire par forfait au Mexique.
Le tournoi a été suspendu pendant trois jours, le temps de remédier au problème.

#### Classement
| Équipe           | PJ | V | VP | DP | D | BP | BC | Pts |
| ---------------- | -- | - | -- | -- | - | -- | -- | --- |
| Mexique          | 4  | 4 | 0  | 0  | 0 | 32 | 2  | 12  |
| Taipei chinois   | 4  | 3 | 0  | 0  | 1 | 31 | 23 | 9   |
| Nouvelle-Zélande | 4  | 2 | 0  | 0  | 2 | 45 | 18 | 6   |
| Afrique du Sud   | 4  | 1 | 0  | 0  | 3 | 18 | 26 | 3   |
| Mongolie         | 4  | 0 | 0  | 0  | 4 | 7  | 64 | 0   |

Le Mexique est promu en division 2 pour l'édition 2009.

### Groupe B
Le groupe B de la division 3 se déroule à Izmit en Turquie du 3 au 9 mars 2006.

#### Matchs
| Date   | Équipe   | Score | Équipe   | Score par période |
| 3 mars | Bulgarie | 24-1  | Arménie  | 7-0, 6-0, 11-1    |
| 3 mars | Serbie   | 12-0  | Turquie  | 5-0, 3-0, 4-0     |
| 4 mars | Bulgarie | 0-13  | Serbie   | 0-4, 0-3, 0-6     |
| 4 mars | Turquie  | 2-12  | Islande  | 1-6, 1-2, 0-4     |
| 6 mars | Serbie   | 4-0   | Islande  | 1-0, 1-0, 2-0     |
| 6 mars | Turquie  | 24-0  | Arménie  | 9-0, 8-0, 7-0     |
| 7 mars | Arménie  | 0-16  | Serbie   | 0-8, 0-4, 0-4     |
| 7 mars | Islande  | 13-1  | Bulgarie | 2-0, 6-0, 5-1     |
| 9 mars | Islande  | 23-0  | Arménie  | 8-0, 7-0, 8-0     |
| 9 mars | Turquie  | 8-2   | Bulgarie | 2-1, 1-0, 5-1     |

#### Classement
| Équipe   | PJ | V | D | N | BP | BC | Pts |    |
| -------- | -- | - | - | - | -- | -- | --- | -- |
| Serbie   | 4  | 4 | 0 | 0 | 0  | 45 | 0   | 12 |
| Islande  | 4  | 3 | 0 | 1 | 0  | 48 | 7   | 9  |
| Turquie  | 4  | 2 | 0 | 2 | 1  | 34 | 26  | 6  |
| Bulgarie | 4  | 1 | 0 | 1 | 3  | 27 | 35  | 3  |
| Arménie  | 4  | 0 | 0 | 3 | 1  | 1  | 87  | 0  |

La Serbie est promue en division 2 pour l'édition 2009.